# Crudia lanceolata
Crudia lanceolata é uma espécie de legume da família Fabaceae.
Pode ser encontrada nos seguintes países: Malásia e Tailândia.
Esta espécie está ameaçada por perda de habitat.